# La fortaleza escondida
La fortaleza escondida (隠し砦の三悪人 Kakushi toride no san akunin?, lit. "Los tres villanos de la fortaleza escondida") es una película de aventuras jidaigeki del año 1958. Dirigida por el realizador japonés Akira Kurosawa está protagonizada por Toshiro Mifune como el general Makabe Rokurōta (真壁 六郎太?) y Misa Uehara como la Princesa Yuki. 
Es conocida por servir de influencia, según su creador George Lucas, para la saga de películas de ciencia ficción Star Wars. Entre otros reconocimientos Kurosawa obtuvo en 1959 el Premio FIPRESCI y el Oso de Plata del Festival de Berlín.

## Argumento
En un mundo dominado por constantes guerras y disputas entre clanes, dos campesinos harapientos, Tahei y Matashichi (Minoru Chiaki y Kamatari Fujiwara), que buscan su propia supervivencia revelan su intención de luchar junto al triunfal clan Yámana. Tras llegar demasiado tarde a la lucha fueron tomados erróneamente como soldados del derrotado clan Akizuki y obligados, como castigo, a enterrar a los muertos en la batalla. Después de pelearse y separarse ambos son nuevamente capturados por el clan Yámana y obligados a excavar, junto con otros prisioneros, en las inmediaciones del castillo Akizuki buscando el oro propiedad del clan vencido.
Después de una insurrección Tahei y Matashichi logran escaparse. Cerca de un río se encuentran con personas que portan el blasón del clan Akizuki. A partir de entonces los campesinos viajan en comitiva junto al general del derrotado clan Akizuki, Makabe Rokurōta (Toshiro Mifune), mientras escoltan a la princesa Yuki Akizuki (Misa Uehara) y lo que queda del oro de su familia, hacia un territorio secreto. Con el fin de mantener su identidad en secreto Yuki se hace pasar por muda.
Durante el viaje los campesinos en ocasiones impiden el robo del oro y, a veces, tratan de apoderárselo. Pero también se encontrarán con más personas que se unirán en su aventura como la hija de un granjero (Toshiko Higuchi) a quien rescatan de un traficante de esclavos. Finalmente, son capturados y retenidos por el rival del general Rokurōta, quien más tarde e inesperadamente se alía con la princesa y Rokurōta.
Los campesinos descubren el oro pero, más tarde, son capturados, con lo cual Rokurōta se ve obligado a desvelar la verdadera identidad de Yuki afirmando que todo el oro se ha utilizado para restaurar el dominio de su familia. Los campesinos son entonces despachados llevando consigo un solo ryō. En la escena final Tahei le entrega esa recompensa a Matashichi, para que la proteja, pero Matashichi le permite a Tahei conservarlo.

## Reparto

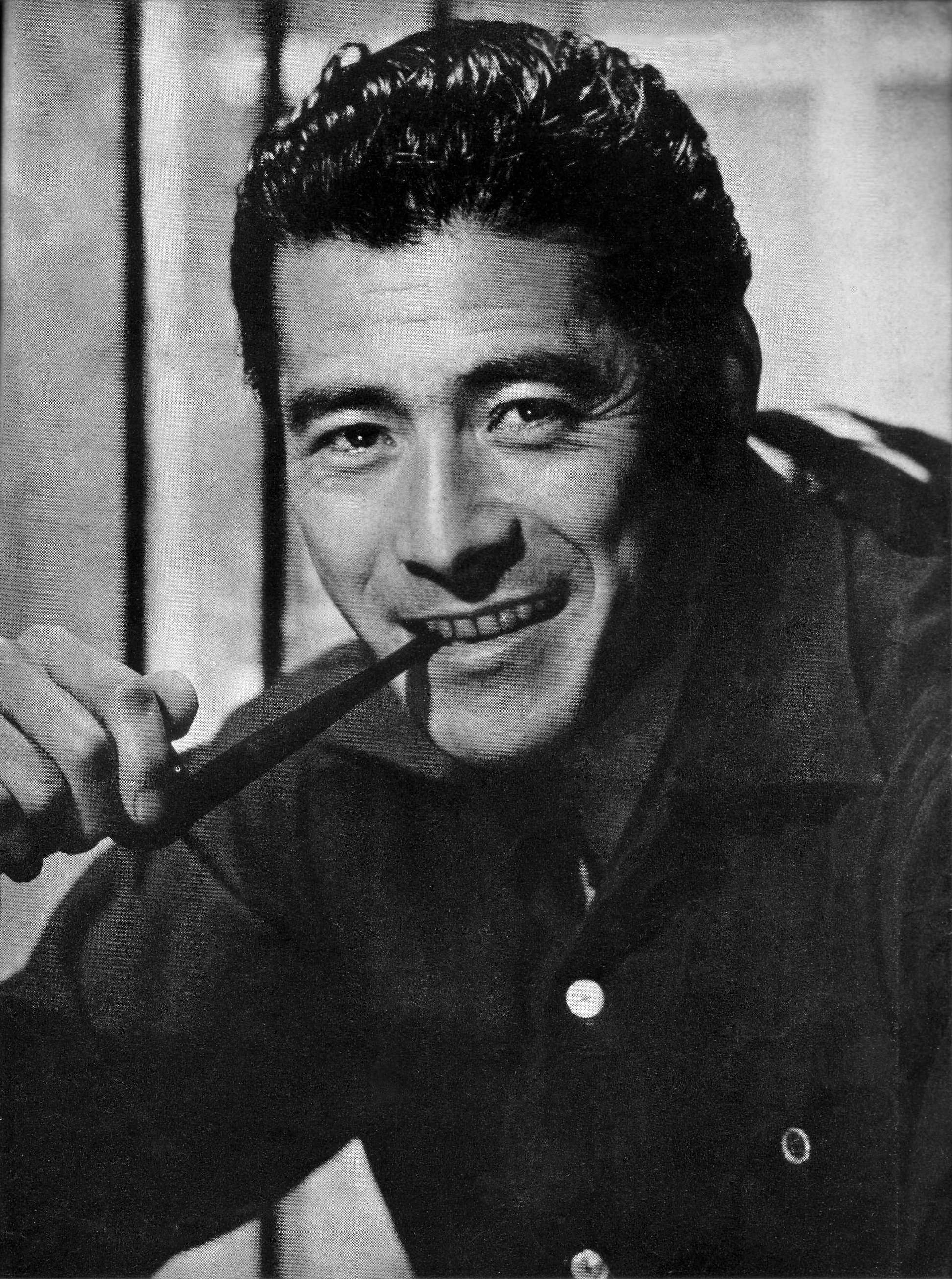
Toshiro Mifune

- Toshiro MifuneToshiro Mifune - General Rokurōta Makabe
- Minoru Chiaki - Tahei
- Kamatari Fujiwara - Matashichi
- Susumu Fujita - General Hyoe Tadokoro
- Takashi Shimura - El Viejo General, Izumi Nagakura
- Misa Uehara - Princesa Yuki
- Eiko Miyoshi - Dama de honor anciana
- Toshiko Higuchi - Hija del granjero comprada del mercader de esclavos
- Yū Fujiki - Guardia de la barrera
- Yoshio Tsuchiya - Samurái a caballo
- Kokuten Kōdō - Anciano en frente de la señal

## Producción
Esta fue la primera película de Kurosawa filmada en un formato de pantalla ancha, TohoScope, que continuó utilizando durante la próxima década. La fortaleza escondida fue presentada originalmente con sonido direccional Perspecta, que fue recreado para el lanzamiento en DVD por The Criterion Collection.

## Recepción
En términos de taquilla La fortaleza escondida fue la película más exitosa en la carrera de Kurosawa hasta el estreno de Yojimbo (1961). En la valoración realizada para The Criterion Collection en 1987 David Ehrenstein la calificó como "una de las mejores películas de acción y aventura de la historia" y una película de samuráis "de ritmo rápido, ingenioso y visualmente impresionante".

"La batalla en los pasos del Capítulo 2 (anticipando el clímax de Ran) es tan visualmente abrumadora como cualquiera de las escenas similares en Intolerancia de D. W. Griffith. El uso de la composición en profundidad en la escena de la fortaleza en el Capítulo 4 es igualmente tan llamativo como lo mejor de Eisenstein o David Lean. Las demostraciones musculares de Toshiro Mifune de proezas heroicas en la escena de carga a caballo (Capítulo 11) y el clímax escrupulosamente coreografiado de la lucha de espadas que le sigue (Capítulo 12) está en la mejor tradición de Douglas Fairbanks. En general, hay una sensación de "cinematografía" pura en La fortaleza escondida que la sitúa claramente en las filas de esos grandes de la aventura como son Gunga Din, El ladrón de Bagdag y el díptico célebre de Fritz Lang El tigre de Esnapur y La tumba india.
David Ehrenstein (The Criterion Collection)

En una revisión posterior para The Criterion Collection en 2001 a cargo de Armond White la película sigue siendo positivamente calificada.

«La fortaleza escondida tiene un lugar en la historia del cine comparable a La Diligencia de John Ford: establece la trama y los personajes de una historia épica sobre el camino del autodescubrimiento y la acción heroica. En un estilo ahora ya familiar, Rokurōta y la princesa Yuki luchan su camino hasta territorio aliado, acompañado de un dúo cómico codicioso que se ven sorprendidos por su propia buena fortuna. Kurosawa siempre equilibra el valor y la codicia, la seriedad y el humor, mientras que representa las desgracias de la guerra».
Armond White (The Criterion Collection)

Tras el reestreno de la película en 2002 para el Reino Unido, Jamie Russell, realizando una crítica de la película para BBC, dijo que "sin esfuerzo entrelaza la acción, el drama y la comedia", que calificó de "tanto un entretenimiento humorístico y una maravillosa pieza de cine".

## Influencia
George Lucas ha reconocido la fuerte influencia de La fortaleza escondida en varias películas de la saga Star Wars, particularmente Episode IV - A New Hope (1977) y Episode VI - Return of the Jedi (1983). También la técnica de narrar la historia desde la perspectiva de los personajes más humildes, C-3PO y R2-D2, quienes también aportan un contrapunto humorístico al drama mostrado por los personajes principales está presente en la obra de Kurosawa. Finalmente Lucas también empleó en su saga la técnica cinematográfica de transiciones entre las escenas creada por Kurosawa que sería recreado particularmente en Episode I - The Phantom Menace.

«La Fortaleza Escondida tuvo su influencia en La Guerra de las Galaxias. Cuando empecé a escribir el guion tenía esa película en mente. Recuerdo que lo que más me había sorprendido de ella es que contaran la historia los personajes más humildes.(...) Es difícil apreciar el verdadero genio de Kurosawa. Hace falta ver unas cuantas películas suyas. Comparado con otros tiene un estilo visual único».
George Lucas (Días de Cine, 2015)

## Remake
El 10 de mayo de 2008 se estrenó en Japón un remake, Kakushi Toride no San-Akunin: The Last Princess, dirigido por Shinji Higuchi y acreditando como guionistas a Akira Kurosawa, Ryuzo Kikushima y Hideo Oguni.